# Drosera salina
Drosera salina är en sileshårsväxtart som beskrevs av N.Marchant och Allen Lowrie. Drosera salina ingår i släktet sileshår, och familjen sileshårsväxter.
Artens utbredningsområde är:
- Ashmore-Cartieröarna.
- Western Australia.

Inga underarter finns listade i Catalogue of Life.